# 砂野仁
砂野 仁（いさの まさし、1899年9月15日 - 1979年6月30日）は、日本の実業家。川崎重工業社長、会長を務めた。

## 経歴・人物
京都府与謝郡加悦町出身。1926年に京都帝国大学経済学部を卒業し、1927年に川崎造船所に入社した。主に労務畑に携わり、1954年に川崎航空機副社長に就任し、同社の再建に尽力し、1959年に川崎重工業取締役に就任し、1961年12月に社長に就任した。1969年12月から1973年11月までに会長を務めた。
1969年6月から1976年11月までに神戸商工会議所会頭と日本商工会議所副会頭を務め、日本ルーマニア経済委員会会長、ソ連東欧貿易会会長、関西経済連合会常任理事なども歴任した。1975年4月に勲一等瑞宝章を受章した。
1979年6月30日下咽頭腫瘍のために死去。79歳没。